# 嚎歌
《嚎歌》，亦名《认罪嚎歌》、《鬼嚎歌》、《牛鬼蛇神队队歌》、《牛鬼蛇神嚎丧歌》。由于没有在官方媒体正式发表，都是通过非正式渠道口头传播到全国的，各地名称不尽一致。

## 内容
最早有书面材料记载的是1966年8月18日（《李伯钊文集·日记摘抄》《“改造”日记·〈1966.8.13－10.11〉》）。曲作者是周巍峙（《中国人民志愿军战歌》曲作者），他被迫谱写的。有多种版本。根据李伯钊的版本（《牛鬼蛇神号丧歌》），标明节拍2/4拍，演唱风格为“哭丧地”。其歌词是：
“我是牛鬼蛇神/我是人民的敌人/我有罪，我该死，我该死/人民把我砸烂砸碎/砸烂砸碎。
我是牛鬼蛇神/要向人民低头认罪/我有罪，我改造，我改造/不老实交待死路一条，死路一条。”
文革研究者何蜀提供过四川省内江市流传的《嚎歌》外省版本（1968年10月）。在街头游行示众的“牛鬼”边敲著破锣，斜抱竹扎纸糊刘少奇模拟人像（上书“党内头号走资本主义道路当权派刘少奇”）边拖声唱著：“刘少奇，垮了台，儿子儿孙哭哀哀……”用的是四川旧时民间哭丧的调子。

## 背景
这是文革中被打倒的黑帮、反动学术权威、走资派等集中在牛棚里的“牛鬼蛇神”，在监管人员督促、逼迫下唱的。歌声凄厉、惨恻，据称“像是从地狱传出来的”。这是他们继被揪斗的戴高帽子、坐飞机、遊街等体罚之后，进一步“触及灵魂”的惩罚、折磨。让已经完全丧失反抗能力的人们，屈从强权，违背自己的意志，自己往自己头上泼脏水。就像猫逮耗子，并不把耗子一下子吃掉，而是先要反复戏弄、扑噬一样。曹禺、新凤霞、李伯钊、陈荒煤等人都在他们的回忆文章里，记叙过此事。不少能歌善舞的人，由于不甘忍受屈辱，唱不好《嚎歌》，就被罚出列单独练唱（末代皇帝溥仪亦曾在被罚之列）。因缺少娱乐，贪玩的幼儿当时也把它当成儿歌嘻唱。
1967年初，作曲家马思聪携家逃离中国大陆。同年4月在美国举行的记者招待会上，发表题为《我为什么离开中国──关于“文化大革命”的可怕真相》的公开讲话，列举了所受到的种种凌辱，其中就包括有强迫“牛鬼”唱《嚎歌》。从此《嚎歌》恶名就传遍了世界，成为文革骇人暴行的代表。

## 词曲作者争议
传说此歌作曲是《中国人民志愿军战歌》作者周巍峙，但是周巍峙的儿子周七月曾经问过其父周巍峙，周巍峙答复不曾写过此歌，而是1966年8月在文化部牛棚教唱此歌。后来根据周七月、王友琴等考证，此歌的作词是北京四中红卫兵，作曲是北京四中音乐教师。还有一种传说，此歌作词作曲是北京北海中学物理教师游开平，1966年该校造反派命令游开平作词作曲，游开平几年后受不了迫害而上吊自杀。